# Посёлок при 1 шлюзе ББК
Посёлок при 1 шлю́зе ББК — посёлок Медвежьегорского района Республики Карелия Российской Федерации. Входит в состав Повенецкого городского поселения.

## География
Посёлок расположен на берегу Повенецкого залива Онежского озера, при 1-м шлюзе Беломорско-Балтийского канала, в черте посёлка городского типа Повенец, административного центра поселения.

## Население
Население учитывается в составе пос. Повенец.

## Инфраструктура
Основа экономики —Беломорско-Балтийский канал. Начальный пункт «Повенецкой лестницы» из семи шлюзов.

## Транспорт
Водный транспорт. С Повенцом посёлок связан автомобильной дорогой местного значения.